# Rugelia nudicaulis
Rugelia nudicaulis là một loài thực vật có hoa trong họ Cúc. Loài này được Shuttlew. ex Chapm. miêu tả khoa học đầu tiên năm 1860.